# 白塔路街道
白塔岭街道是中国河北省秦皇岛市海港区下辖的一个街道。

## 行政区划
白塔岭街道下辖燕大社区、文昌里社区、职院社区、文耀里社区、企业联合社区、北部联合社区、文体里社区、美岭社区。